# Shorea subcylindrica
Shorea subcylindrica är en tvåhjärtbladig växtart som beskrevs av Van Slooten. Shorea subcylindrica ingår i släktet Shorea och familjen Dipterocarpaceae. Inga underarter finns listade i Catalogue of Life.